# 유하 티아이넨
유하 페카 안테로 티아이넨(핀란드어: Juha Pekka Antero Tiainen, 1955년 12월 5일~2003년 4월 28일)은 핀란드의 육상 선수, 지도자로 주 종목은 해머던지기이다. 올림픽에 3회 참가했고 1984년 하계 올림픽에서 금메달을 획득하였다.
같은 해에 그는 81.52m의 기록으로 자신의 개인 최고 기록을 달성했다. 이는 2002년까지 핀란드 남자 해머던지기 기록으로 유지되었다.

## 대회 성적
| 대회             | 1982 | 1983 | 1984 | 1985 | 1986 | 1987 | 1988 | 1989 | 1990 |
| ---------------- | ---- | ---- | ---- | ---- | ---- | ---- | ---- | ---- | ---- |
| 올림픽           |      |      | 1위  |      |      |      | 16위 |      |      |
| 세계 선수권 대회 |      | 9위  |      |      |      | 13위 |      |      |      |